# Matt Parker
Matthew Thomas Parker (nacido el 22 de diciembre de 1980) es un matemático recreativo, autor, comediante, personalidad de YouTube y comunicador científico australiano radicado en el Reino Unido. Su libro Humble Pi (Pifias matemáticas en su traducción al español) fue el primer libro de matemáticas en el Reino Unido en alcanzar el número uno en ventas en la lista del Sunday Times. Parker fue Fellow (académico) de Implicación pública en las matemáticas en la Universidad Queen Mary de Londres. Ha sido profesor de matemáticas y ha ayudado a popularizar las matemáticas a través de sus giras y videos.

## Primeros años y formación
Matt Parker nació en Perth, Australia, y creció en el suburbio norteño de Duncraig. A temprana edad comenzó a mostrar interés por las matemáticas y las ciencias, y llegó a formar parte del equipo de análisis volumétrico de su escuela.
Parker fue a la Universidad de Australia Occidental y comenzó a estudiar ingeniería mecánica antes de "darse cuenta de que corría el riesgo muy real de resultar al final empleable". Se pasó a la física y luego a las matemáticas. Su amor por las matemáticas es lo que lo llevó a desear un trabajo relacionado con ellas.
Mientras estaba en la universidad, Parker escribió comedia para Pelican, la revista estudiantil, y produjo sketches cómicos. Por causa de este interés por la comedia, se matriculó en un curso de stand-up.

## Carrera

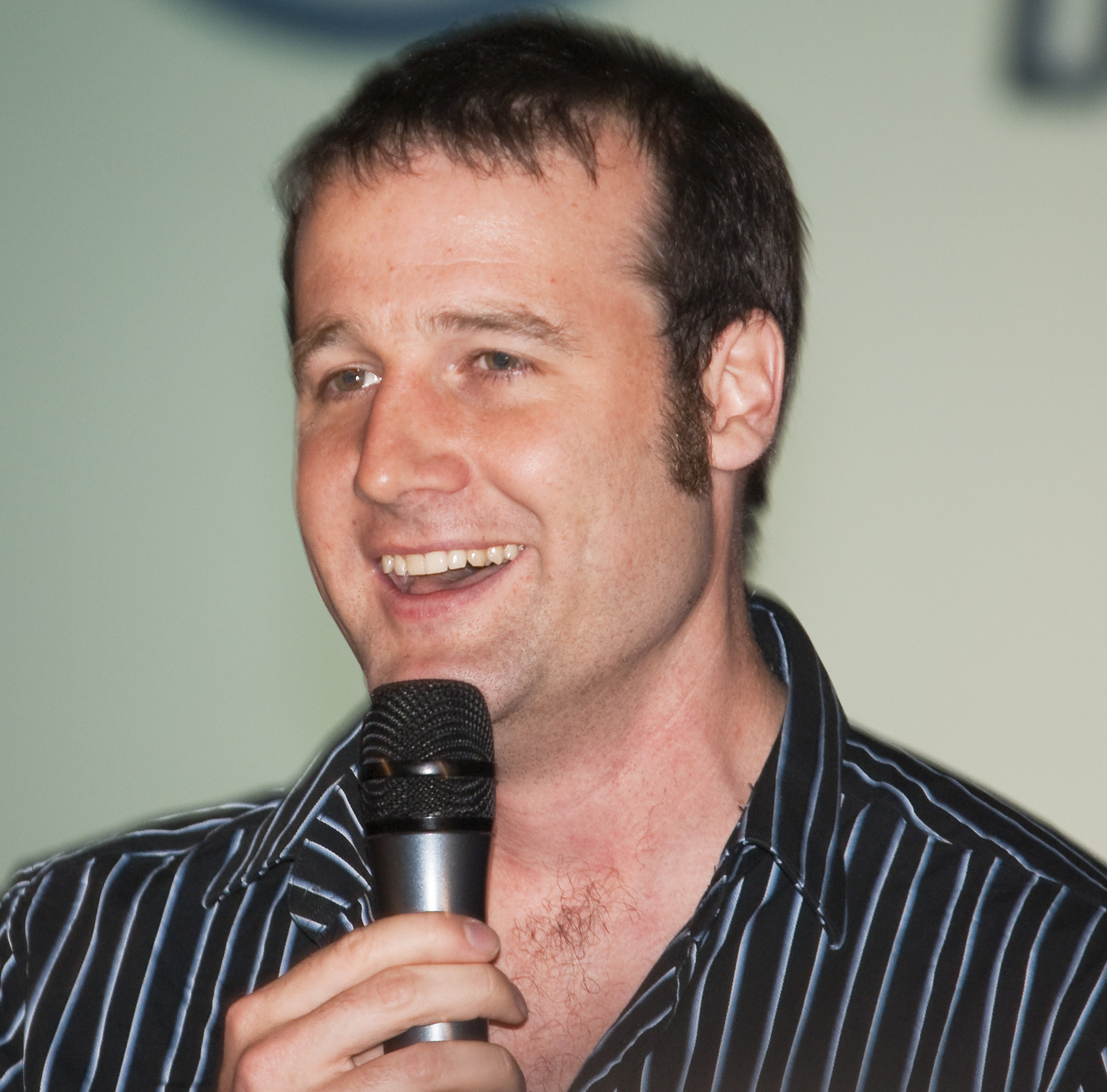
Parker hablando en QED en 2011

Tras la universidad, Parker enseñó matemáticas en Australia durante un tiempo antes de mudarse a Londres para continuar enseñando. Se involucró en el apoyo a la educación, colaborando con universidades y otras organizaciones en organizar charlas sobre matemáticas. Más tarde volvió a la docencia, para dejarla al cabo de un año. En la actualidad se dedica a ayudar a los estudiantes a comunicar mejor las matemáticas, da charlas en escuelas, realiza apariciones en los medios y ocasionalmente escribe sobre matemáticas. Su objetivo declarado es "lograr que más gente se entusiasme con las matemáticas".
Parker ha aparecido en numerosos vídeos en YouTube, hablando sobre diversos temas relacionados con las matemáticas. Tiene su propio canal de YouTube, Stand-up Maths, con más de un millón de suscriptores, y también aparece frecuentemente como invitado en otros canales populares como Numberphile de Brady Haran y Head Squeeze (ahora BritLab) de James May. Parker ha realizado vídeos sobre el desempaquetado de calculadoras, incluida la calculadora infantil Little Professor; presenta estos videos como miembro de una ficticia "Sociedad de Amigos de las Calculadoras". También ha aparecido en un vídeo de YouTube de Tom Scott, donde ambos dan consejos a los usuarios del metro de Londres.
En 2012, Parker y su colega comediante Timandra Harkness coescribieron un espectáculo cómico llamado Tus días están contados: las matemáticas de la muerte. Lo representaron en Australia, en el Adelaide Fringe y en el Festival Internacional de Comedia de Melbourne, y también de gira por Inglaterra y Escocia, en el Festival Fringe de Edimburgo. Parker también ha realizado giras por el Reino Unido tanto en solitario como formando parte del grupo de comedia Festival of the Spoken Nerd, junto con Helen Arney y Steve Mold. Su primera gira en solitario, Matt Parker: Number Ninja, finalizó en julio de 2013. Su segunda gira en solitario, Matt Parker: Ahora en 4D,comenzó a finales de 2014.
Ha escrito el libro Cosas que hacer y realizar en la cuarta dimensión. Su segundo libro, Humble Pi (Pifias matemáticas en su traducción española), se publicó en marzo de 2019 y ha sido un éxito de ventas número uno del Sunday Times.
En 2014, Parker creó Think Maths, un equipo de oradores con experiencia en matemáticas que visita escuelas para impartir talleres y dar charlas dirigidas a una amplia gama de edades y capacidades, con el objetivo de mostrar a los estudiantes el amplio mundo de las matemáticas, más allá de la escuela y, al mismo tiempo, brindarles la oportunidad de desarrollar competencias basadas en el pensamiento matemático.

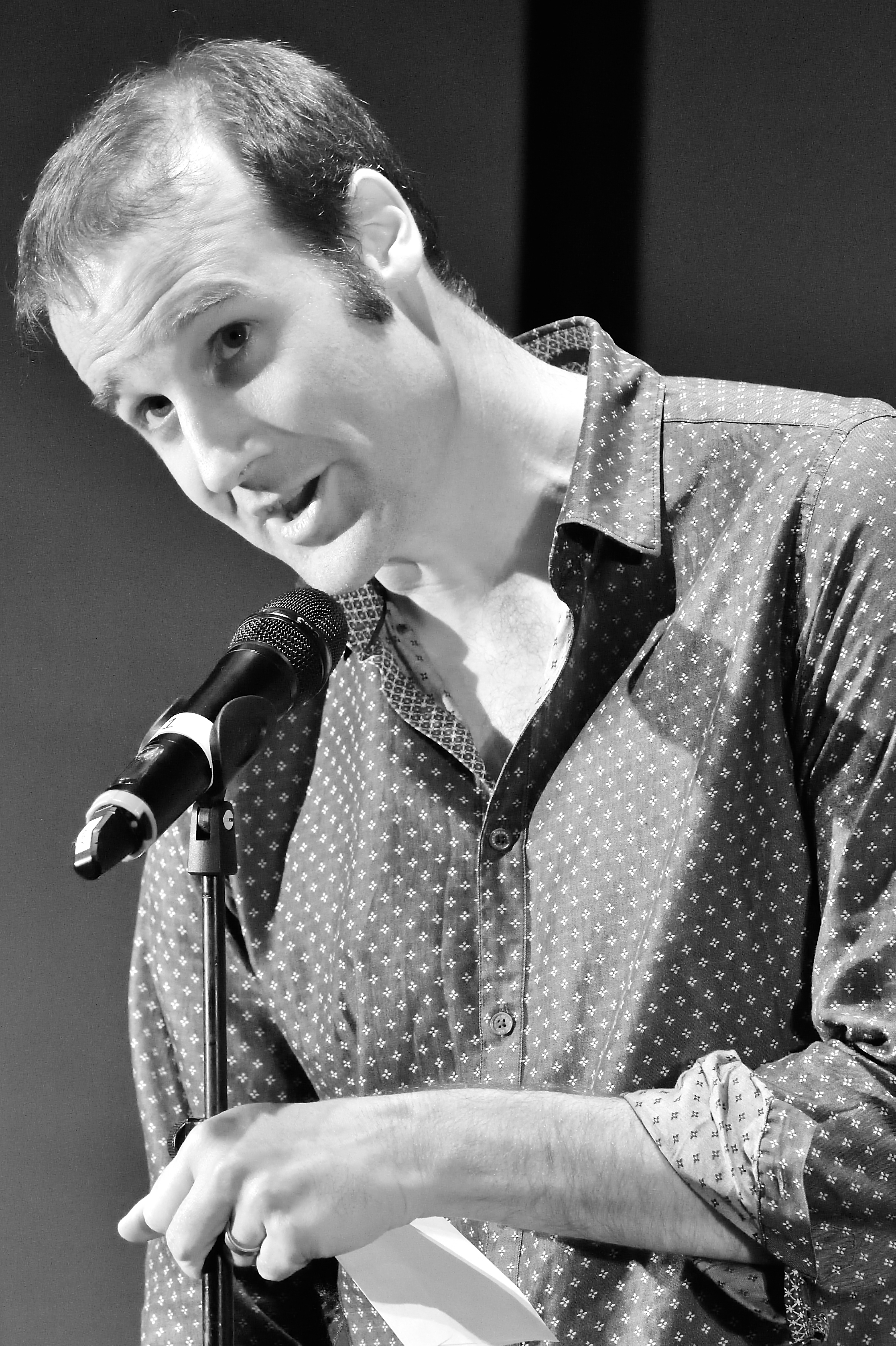
Parker hablando en QED en 2016

Parker es colabrador habitual en el programa de BBC Radio Four The Infinite Monkey Cage, con Robin Ince y Brian Cox. También ha aparecido hablando sobre temas relacionados con las matemáticas en BBC News, Sky News, Channel4, CBBC y ocasionalmente escribe para The Guardian. En televisión, Parker es comentarista habitual en Outrageous Acts of Science de Discovery Channel . En la edición de 2019 de las Royal Institution Christmas Lectures, retransmitidas por BBC Four, Parker ayudó a la presentadora Hannah Fry en varios de sus segmentos.
En octubre de 2017, Parker inició una petición para "Actualizar el Reglamento de señales de tráfico del Reino Unido para lograr un balón de fútbol geométricamente correcto". En un vídeo de YouTube explicó por qué la forma actual del balón de fútbol en las señales de tráfico británicas es incorrecta y geométricamente imposible. Describió los carteles actuales como una "vergüenza nacional" y añadió que esperaba que la petición "ayudase a aumentar la conciencia pública y la apreciación de la geometría". Parker trató este tema en No se puede pulir a un Nerd. Según él, el gobierno desestimó inicialmente la petición solo porque es un cómico. En noviembre de 2017, la petición ya había logrado más de 22.000 firmas. El gobierno del Reino Unido acabó respondiendo que "el símbolo del balón de fútbol utilizado actualmente tiene un significado claro y el público lo entiende. Cambiar el diseño para mostrar una geometría precisa no resulta apropiado en este contexto". Parker dijo que se sentía "como si el Departamento de Transporte no hubiera leído la petición correctamente". La respuesta oficial también afirmaba que sería demasiado costoso reemplazar los carteles actuales; no obstante, Parker replicó que él sólo pedía un "precedente para las señales nuevas". Respecto a la geometría exacta de una pelota de fútbol, señaló que "no está reclamando ángulos ni medidas concretas en la señal, tan sólo que se parezca más a una pelota de fútbol".
Junto con otro divulgador de matemáticas en YouTube, Vi Hart, Parker ganó el Premio de Comunicaciones 2018 de la Joint Policy Board for Mathematics por "comunicar el entusiasmo por las matemáticas a una audiencia mundial a través de videos en YouTube, apariciones en radio y televisión, escritos en libros y periódicos, y monólogos cómicos".
Parker presenta dos podcasts. El más nuevo de los dos, A Podcast of Unnecessary Detail, está copresentado por Helen Arney y Steve Mold; los tres también forman el grupo cómico Festival of the Spoken Nerd, y son autores del espectáculo teatral titulado An Evening of Unnecessary Detail, de donde deriva el nombre del podcast. En el mismo, cada uno de los presentadores presenta un tema, normalmente relacionado con las matemáticas o las ciencias, y lo explica a la audiencia. La primera serie de seis episodios se emitió durante septiembre de 2020 como una forma de que la compañía mantuviera vivo el espectáculo durante la pandemia de COVID-19. Una segunda serie de doce episodios se emitió en 2022. El podcast más antiguo es A Problem Squared, que sigue el formato de un programa de ayuda y consejos y está copresentado por la autora, comediante y presentadora de televisión Bec Hill . En A Problem Squared, cada coanfitrión presenta un problema enviado por los oyentes e intenta resolverlo exhaustivamente a través de una investigación propia, en ocasiones con invitados especiales. Los nuevos episodios se retransmitieron con periodicidad mensual desde noviembre de 2019 hasta enero de 2022 y después quincenalmente a partir de marzo de 2022.

### Premios
Parker recibió en 2020 la medalla Christopher Zeeman otorgada conjuntamente por el Instituto de Matemáticas y sus Aplicaciones y la London Mathematical Society en reconocimiento a su "excelencia en la comunicación de las matemáticas". La mención del premio destaca su trabajo en YouTube, sus libros y su trabajo en los medios de difusión.

### Aportaciones a las matemáticas recreativas
Parker ha dado su nombre al cuadrado de Parker, un meme de Internet que consiste en un cuadrado semimágico trivial. Parker estaba intentando crear un cuadrado mágico formado por todos los números cuadrados, pero no lo logró. El cuadrado semimágico que creó usa algunos números más de una vez, y la diagonal 232 + 372 + 472 suma 4107 y no 3051, como ocurre con todas las demás filas, columnas y diagonales. El cuadrado de Parker se convirtió en una "mascota para las personas que lo intentan, pero al final no lo consiguen". También es una metáfora de algo que está casi bien, pero no del todo.
El cuadrado de Parker
| 292 | 12  | 472 |
| 412 | 372 | 12  |
| 232 | 412 | 292 |

## Vida personal
Parker se casó en julio de 2014 con la física solar inglesa Lucie Green. La pareja utilizó anillos de boda hechos de hierro meteórico. Ahora viven en Godalming, Inglaterra. Tienen un perro labrador llamado Skylab que tiene su propio canal de YouTube.